# Gypona bidens
Gypona bidens är en insektsart som beskrevs av Delong och Freytag 1962. Gypona bidens ingår i släktet Gypona och familjen dvärgstritar. Inga underarter finns listade i Catalogue of Life.